# Alison Wolf

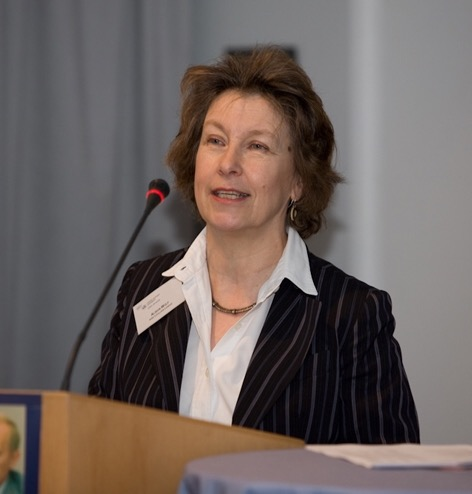
Alison Wolf, 2009

Alison Margaret Wolf, Baroness Wolf of Dulwich (* 31. Oktober 1949) ist eine britische Ökonomin. Sie ist Professorin für „Öffentliche Verwaltung und Management“ am King’s College London und seit 2014 Mitglied des House of Lords.

## Leben
Alison Wolf studierte unter anderem an der Universität Neuenburg und hat einen M.A. und einen MPhil der University of Oxford. Ihre frühe Karriere verbrachte sie in den Vereinigten Staaten als Politikanalyst für die Regierung. Daraufhin arbeitete sie viele Jahre am Institute of Education der University of London, wo sie Gastprofessorin ist. Sie ist im Beratungskomitee für Bildung des House of Commons und Mitglied im Rat der United Nations University. Wolf schreibt häufig Beiträge in der britischen Presse und moderiert eine Sendung auf BBC Radio 4. Wolf ist Mitglied des International Accounting Education Standards Board und arbeitete als Beraterin für unter anderem die OECD, das Royal College of Surgeons, die Bildungsministerien von Neuseeland, Frankreich und Südafrika, die Europäische Kommission und den Bar Council.
Sie ist mit dem Chef-Kommentator der Financial Times Martin Wolf verheiratet.

## Schwerpunkte und Veröffentlichungen
Wolf beschäftigt sich unter anderem mit der Schnittstelle zwischen Bildungsinstitutionen und Arbeitsmärkten. Sie hat zudem ein Forschungsinteresse an Leistungsuntersuchungen, mathematischer Bildung, Aus- und Weiterbildung, Tertiärer Bildungsbereich, und dem Arbeitsmarkt des Gesundheitswesens.
In ihrem Buch Does Education Matter? Myths about Education and Economic Growth stellt Wolf die weit verbreitete Ansicht in Frage, höhere Öffentliche Bildungsausgaben würden das Wirtschaftswachstum stärken. Stattdessen laufe die Kausalität eher in die entgegengesetzte Richtung, was ebenfalls die Korrelation von Bildung und Wohlstand einer Gesellschaft erklären kann. Dem modernen Massenbesuch von Universitäten stehe keine entsprechende Nachfrage auf dem Arbeitsmarkt gegenüber. Für die Einzelperson seien auf dem Arbeitsmarkt in erster Linie mathematische und sprachliche Kenntnisse entscheidend, die bereits in der Schule vermittelt werden. Wolf empfiehlt daher, eher in die primäre und sekundäre als in die tertiäre Bildung zu investieren.

## House of Lords
Am 2. Dezember 2014 wurde sie mit dem Titel Baroness Wolf of Dulwich, of Dulwich in the London Borough of Southwark, zur Life Peeress erhoben und nahm den damit verbundenen Sitz im House of Lords als Crossbencher ein.

## Schriften
- The XX Factor: How Working Women are Creating a New Society, Profile Books, 2013[1]
- Improving Literacy at Work (mit Karen Evans). Routledge 2011
- Improving skills at work (mit Karen Evans). Routledge, 2010.
- An Adult Approach to Further Education: How to Reverse the Destruction of Adult and Vocational Education. Institute of Economic Affairs, 2009.
- Does Education Matter?: Myths About Education and Economic Growth. Penguin, 2002.
- Contemporary Sociological Theory: Expanding the Classical Tradition (mit Ruth A. Wallace). Pearson, 6. Auflage 2005
- Convergence and Divergence in European Education and Training Systems (mit Green, A. und Leney, T.). Institute of Education, 1999.

## Auszeichnungen
2012: Commander of the Order of the British Empire (CBE)